# Josefine Heinemann

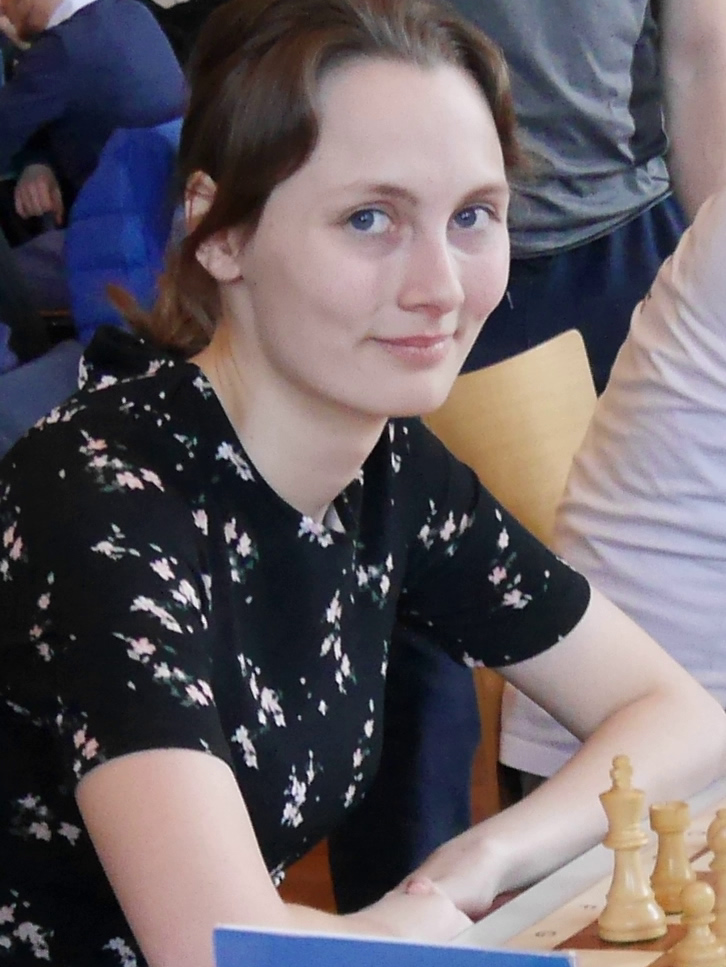
Josefine Heinemann in 2018 in Karlsruhe

Josefine Heinemann (Gardelegen, 7 januari 1998) is een Duitse schaakster. In 2016 werd ze internationaal meester bij de vrouwen (WIM). In 2018 werd ze grootmeester bij de vrouwen (WGM). 

## Studie
Josefine Heinemann studeerde wiskundige economie aan de Universiteit van Mannheim en ontving op grond van haar resultaten op sportgebied een stipendium.

## Schaken
Haar eerste deelname aan een Duits kampioenschap was in 2007 op het jeugdkampioenschap voor jeugd tot 10 jaar, in Willingen.

### Resultaten op jeugdtoernooien
In 2015 werd ze Duits jeugdkampioen in de categorie meisjes tot 18 jaar.
In 2015 werd ze 5e op het wereldkampioenschap voor meisjes tot 18 jaar.
In 2016 werd ze 10e op het wereldkampioenschap voor meisjes tot 18 jaar.

### Resultaten op vrouwentoernooien
In 2015 werd ze met het team 6e op het EK landenteams. 
In 2018 werd ze derde op het "German Masters" voor vrouwen in Dresden.
In december 2021 was haar Elo-rating 2369. 

### Nationale teams

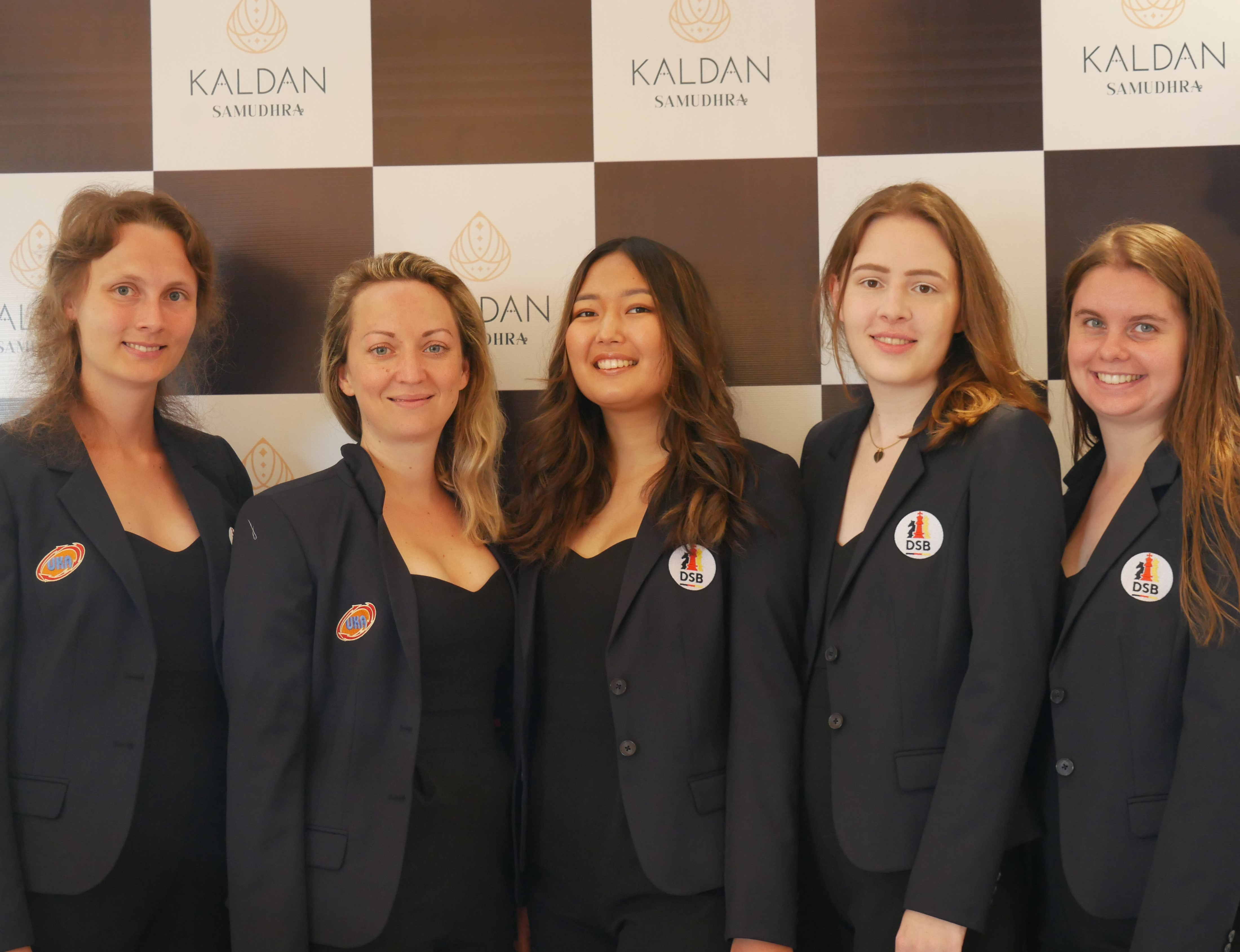
het Duitse vrouwenteam op de Schaakolympiade 2022 in Chennai; van links naar rechts: Josefine Heinemann, Elisabeth Pähtz, Dinara Wagner, Hanna Marie Klek en Jana Schneider

In 2015, 2017 en 2021 maakte Josefine Heinemann deel uit van het Duitse vrouwenteam bij de Europese schaakkampioenschappen voor landenteams. In 2015 in Reykjavik behaalde ze spelend aan het reservebord 4 pt. uit 7 (+4 =0 −3); in 2017 in Kreta behaalde ze spelend aan het tweede bord 1½ pt. uit 6 (+1 =1 −4); in 2021 in Čatež ob Savi behaalde ze spelend aan het tweede bord 6 pt. uit 9 (+4 =4 −1), het beste individuele resultaat van alle Duitse speelsters.
Josefine Heinemann nam in 2022 voor Duitsland deel aan de Schaakolympiade voor vrouwen: ze speelde aan het tweede bord op de 44e Schaakolympiade in Chennai (+2 =6 −1).
Josefine Heinemann nam in 2016 en 2017 deel aan de Mitropacup voor vrouwen.
- In 2016, spelend aan het reservebord op de 13e Mitropacup voor vrouwen in Praag (+2 =3 −1), het team won het toernooi
- In 2017, spelend aan het 2e bord op de 14e Mitropacup voor vrouwen in Balatonszárszó (+4 =1 −4)

### Schaakverenigingen
In de competitie voor mannen en vrouwen speelde Josefine Heinemann tot 2016 voor Aufbau Elbe Magdeburg, van 2016 tot 2018 in het tweede en derde team van OSG Baden-Baden en sinds seizoen 2018/19 in het eerste en tweede team van de SC Viernheim, waarmee ze in 2019 ook deelnam aan de European Club Cup.
In de bondscompetitie voor vrouwen speelde ze van 2012 tot 2015 voor USV Volksbank Halle, in seizoen 2015/16 voor SC Bad Königshofen en sinds 2016 voor OSG Baden-Baden, waarmee ze in 2018 kampioen werd. In de Franse top 12 voor vrouwen speelde Heinemann in 2016 voor Clichy Echecs en in 2019 voor Mulhouse Philidor; met Mulhouse nam ze in 2018 ook deel aan de European Club Cup voor vrouwen. In de Zwitserse bondscompetitie speelde Heinemann in seizoen 2017/18 voor Echiquier Bruntrutain Porrentruy. 

## Externe koppelingen
- (en)   Informatie over schaakpartijen van Josefine Heinemann op ChessGames.com
- (en)   Informatie over schaakpartijen van Josefine Heinemann op 365chess.com
- (en)  FIDE-ratinggegevens voor Josefine Heinemann